# Merrinella tandanya
Merrinella tandanya är en insektsart som beskrevs av Otte, D. och R.D. Alexander 1983. Merrinella tandanya ingår i släktet Merrinella och familjen syrsor. Inga underarter finns listade i Catalogue of Life.